# インドネシアの音楽
インドネシアの音楽（インドネシアのおんがく）では、今日のインドネシア国内で演奏されている音楽を一括して取り扱う。国内各地にそれぞれ固有の伝統的な音楽もあれば、ラジオ・テレビの普及によって全国的に流通しているような大衆音楽もある。ここでは大まかに「伝統音楽」と「大衆音楽」に大別して、インドネシアの代表的な音楽を紹介する。

## 伝統音楽

### 背景
そもそも、インドネシアはオランダによる植民地支配を受けた結果、人為的に区切られた国境線を強いられて成立したという歴史的経緯があり（「オランダ領東インド」を参照）、今日、島嶼国家として存立しているインドネシアにおいては、それぞれの島ごとに、そして同じ島内でも地域ごとに、固有の音楽の伝統がある。そのため「インドネシアの伝統音楽」と一口にいっても、その全体像が一様ではない。
しかし、その一方で、今日では隣国となったマレーシアやフィリピンなどの周辺諸国とは、海上交易や文化交流において歴史的に深いつながりがあるため、文化、そして音楽の面で、それら周辺諸国のものとの類縁性が往々にしてみられる。たとえば、ジャワ島の有名なワヤン・クリ（影絵芝居）はマレーシアにも存在しており、またフィリピンの南部、スールー諸島のゴング合奏は、ジャワ島・バリ島のガムランとのつながりをうかがわせるものである。
そうした「外に開かれた」文化環境のもとで、各地の伝統音楽もまた、外からのさまざまな影響を受けてきた。たとえば、スマトラ島北端のアチェはイスラームの影響を強く受けた地方だが、そこでは中東風のマカームの影響を受けた音楽を聴くことができる。
21世紀に入った今では事情が違うものの、20世紀のインドネシアはやはり貧しくSPやLP、CDといった存在は容易にバリやジャワ人は買えなかった。そこで大変威力を発揮したのがカセットテープである。多くの音楽がカセットテープに収められ、人々はラジカセで音楽を楽しんだのである。今でもカセットテープに収録された伝統音楽の在庫は豊富にある。

### 楽器
インドネシアの伝統的な音楽において、その特徴の1つを挙げるとすれば、銅鑼や鉄琴といった楽器類を使用することであろう。なかでも青銅製の楽器は、音、色、形のどれをとっても最高級のものとされ、田村史の指摘によれば、中部ジャワのすぐれた鍛金技術によって製造された青銅製のゴングはジャワ島外にも輸出され、その交易圏における器楽演奏に一種の共通性を生んだと考えられる。
楽器あるいは音具の名前である「ゴング (gong) 」は、英語でも同じように表記されるが、その語源は当時の交易用語として共通語化していたマレー語であるとの指摘もある。後述するガムランをはじめとする伝統音楽や、王宮の伝統儀礼などにおいて欠かすことのできない楽器となっている。

### ガムラン(GAMELAN)
ガムランとは、青銅製の大小の銅鑼、鉄琴などのアンサンブルである。インドネシア国内ではジャワ島・バリ島のものが特に有名であるが、類似のアンサンブルは東南アジア全域に分布している。
インドネシアの伝統音楽としてのガムラン音楽は、国内における観光資源としての価値も高く、また著名なガムラン楽団が海外で公演を行なうなど、海外での知名度も非常に高い。
インドネシアのガムラン音楽、およびゴング演奏は、以下に列挙するように、まず地域ごとに大きく分けられ、それぞれの地域でさらに複数の様式がある。
- 西ジャワのガムラン -- ジャワ島西部をスンダ地方と呼ぶことから、スンダ・ガムランと称されている。以下の2つの様式がある。

1. ガムラン・ドゥグン
2. ガムラン・スレンドロ

- 中部ジャワのガムラン -- 一般的にはジャワ・ガムランの代名詞となっている。中部ジャワにはかつて2つの王都、スラカルタ（旧名ソロ）とジョグジャカルタがあり、さらに、あわせて4つの王家があった。この4王家がそれぞれ競いあいながら独自の文化を発達させた。

1. スラカルタ（ソロ）様式 -- パク・ブウォノ家とマンクヌガラン家
2. ジョグジャカルタ様式 -- ハマンク・ブウォノ家とパク・アラマン家

- 東部ジャワのガムラン -- 中部ジャワのガムランに含まれることもある。
- バリ島のガムラン -- 「ジャワ・ガムラン」と並び、世界的にもよく知られている。多くの観光客を集めるバリ島では、以下のような演奏がおこなわれている。

1. グンデル・ワヤン
2. ゴン・グデ
3. ガムラン・ガンブー -- 単に「ガンブー」ともいわれる。
4. スマル・プグリンガン
5. ゴン・クビャール -- バリ島の観光施設で演奏されているのは、ほとんどこのタイプである。

## 大衆音楽

### クロンチョン(KRONCONG)
クロンチョンは、16世紀頃のポルトガル人の来航時にまでその起源がさかのぼると考えられている大衆音楽である。代表曲である「ブンガワン・ソロ (Bengawan Solo)」は日本でも有名である。

### ダンドゥット(DANGDUT)
歌手のロマ・イラマがスタイルを確立し、1970年代初頭から、おもに都市部の若者を中心にして人気を博すようになった大衆音楽である。マレーシアのムラユー音楽や、インド、アラブの音楽、ビートルズを始めとするロックンロールなどの影響を吸収し、演奏にはクンダン、竹笛、スリン、タブラなどの伝統楽器とともにエレキ楽器が導入され、強烈なビートを生んでいる。ダンス音楽として若者たちに愛好され、初期においては反体制的な音楽と見られていたが、徐々に市民権を得てポップミュージックの代表的なスタイルとみなされるようになった。ダンドゥットがハウスミュージックと融合した、テンポが非常に速いダンスミュージックはファンコットと呼ばれる。

### 地方語ポップス
クロンチョン、ダンドゥットがおもにインドネシア語で歌われるのに対して、各地方の言語で歌われる歌謡曲がある。ジャワ語で歌われる「ポップ・ジャワ」、スンダ語で歌われる「ポップ・スンダ」、ミナン語で歌われる「ポップ・ミナン」など枚挙に暇がないほどである。リスナーの範囲が限定されるだけに流通も限られるが、各地方の音楽シーンでは無視できない存在である。

## 西洋芸術音楽
留学歴のあるパウル・グタマ・スギジョ(ポール・グタマ・スギヨとドイツ語読みで日本に紹介)、スラマット・シュークル、コンラート・デル・ロザリオは日本でもなじみが深いが、もっと世代がくだったマチウス・シャン-ブーネ(Matius Shan-Boone)、ヌルサリム・ヤディ・アヌゲラー(Nursalim Yadi Anugerah)など最先端のヨーロッパでも通用する人材が近年増加中である。

## 関連文献
- 宮崎恒二・山下晋司・伊藤眞（編）『暮らしがわかるアジア読本 インドネシア』、河出書房新社、1993年
- 松本亮『ワヤンを楽しむ』、めこん、1994年
- 風間純子『ジャワの音風景』（めこん選書3）、めこん、1994年
- INJカルチャーセンター『インドネシア すみずみ見聞録』、トラベルジャーナル、1995年
- 田中勝則『インドネシア音楽の旅』、北沢図書出版、1996年